# (38334) 1999 RK133
1999 RK133 (asteroide 38334) é um asteroide da cintura principal. Possui uma excentricidade de 0.12486680 e uma inclinação de 16.33074º.
Este asteroide foi descoberto no dia 9 de setembro de 1999 por LINEAR em Socorro.